# Toijala (stacja kolejowa)
Toijala (fiń. Toijalan rautatieasema) – stacja kolejowa w Akaa, w regionie Pirkanmaa, w prowincji Finlandia Zachodnia, w Finlandii.
Stacja znajduje się na skrzyżowaniu trzech linii: Riihimäki – Tampere, Turku – Toijala i Toijala – Valkeakoski. Pierwotnie wszystkie trzy linie obsługiwały ruch pasażerski i towarowy, ale ruch pasażerski do Valkeakoski została wstrzymany w 1956 roku. Istnieje również linia do portu w Toijali – Toijalan satamarata, jednak jest ona od dawna nieużywana oraz częściowo rozebrana. 
Obecnie wszystkie pociągi pasażerskie na trasie Helsinki-Tampere, z wyjątkiem pociągów Pendolino, a wszystkie pociągi z Turku do Tampere i Oulu oraz Pieksämäki zatrzymują się w Toijala. Toijala obsługuje także pociągi lokalne InterCity, InterCity².